# Comité Paralímpico de Dinamarca
El Comité Paralímpico de Dinamarca es el comité paralímpico nacional que representa a Dinamarca. Esta organización es la responsable de las actividades deportivas paralímpicas en el país. Es miembro del Comité Paralímpico Internacional y del Comité Paralímpico Europeo.